# Liste der Baudenkmale in Oldendorf (Landkreis Stade)
In der Liste der Baudenkmale in Oldendorf (Landkreis Stade)  sind alle Baudenkmale der niedersächsischen Gemeinde Oldendorf aufgelistet. Die Quelle der  Baudenkmale ist der Denkmalatlas Niedersachsen. Der Stand der Liste ist der 15. Dezember 2021.

## Allgemein
In den Spalten befinden sich folgende Informationen:
- Lage: die Adresse des Baudenkmales und die geographischen Koordinaten. Kartenansicht, um Koordinaten zu setzen. In der Kartenansicht sind Baudenkmale ohne Koordinaten mit einem roten Marker dargestellt und können in der Karte gesetzt werden. Baudenkmale ohne Bild sind mit einem blauen Marker gekennzeichnet, Baudenkmale mit Bild mit einem grünen Marker.
- Bezeichnung: Bezeichnung des Baudenkmales
- Beschreibung: die Beschreibung des Baudenkmales. Unter § 3 Abs. 2 NDSchG werden Einzeldenkmale und unter § 3 Abs. 3 NDSchG Gruppen baulicher Anlagen und deren Bestandteile ausgewiesen.
- ID: die Objekt-ID des Baudenkmales
- Bild: ein Bild des Baudenkmales, ggf. zusätzlich mit einem Link zu weiteren Fotos des Baudenkmals im Medienarchiv Wikimedia Commons. Wenn man auf das Kamerasymbol klickt, können Fotos zu Baudenkmalen aus dieser Liste hochgeladen werden:

## Oldendorf (Landkreis Stade)

### Gruppe: Auf der Kuhlen 17, 19
Die Gruppe hat die ID 30900055. Die Hofanlage Auf der Kuhlen 17 (und 19) besteht aus drei Gebäuden, von denen das älteste das ehemalige Wohn-/Wirtschaftsgebäude von 1803 ist, das 1909 durch ein neues massives Wohnhaus ergänzt wurde. Dazu gehört nördlich davon ein Altenteiler (heute Nr. 19) von 1859.

| Lage                                          | Bezeichnung               | Beschreibung | ID       | Bild |
| --------------------------------------------- | ------------------------- | --- | -------- | ---- |
| Auf der Kuhlen 17 53° 35′ 38″ N, 9° 15′ 14″ O | Wohn-/ Wirtschaftsgebäude | Giebelständiger Fachwerkbau mit Backsteinausfachung unter Satteldach. Errichtet durch den "Meister JMB" 1803 (i). | 30927286 | BW   |
| Auf der Kuhlen 17 53° 35′ 37″ N, 9° 15′ 14″ O | Wohnhaus                  | Traufständiges eingeschossiges Backsteingebäude mit Drempelgeschoss, unter ziegelgedecktem Satteldach. Mit mittigem Zwerchhaus in der Straßenfassade und darunter liegendem, zurückspringendem Eingang, der durch vier eingestellte Säulen akzentuiert wird. In den Fassaden Backstein-Ziersetzungen. Erbaut 1909 (i). | 30927264 | BW   |

### Einzelbaudenkmale
| Lage                                        | Bezeichnung               | Beschreibung | ID       | Bild           |
| ------------------------------------------- | ------------------------- | --- | -------- | -------------- |
| Hauptstraße 13 53° 35′ 26″ N, 9° 15′ 9″ O   | Kirche                    | Die romanische Feldsteinkirche St. Martin wurde um 1200 erbaut. Sie besteht aus dem Kirchturm im Westen, dem Langhaus und dem eingezogenen, dreiseitig abgeschlossenen Chor. Sämtliche Fenster wurden 1901 mit korbbogig profilierten Gewänden aus Backsteinen erneuert, Spuren der romanischen Bogenfenster mit Laibungen aus behauenen Feldsteinen sind noch sichtbar. Im Kirchturm hängen drei Kirchenglocken. | 30927347 | Weitere Bilder |
| Sunder Straße 2 53° 35′ 19″ N, 9° 15′ 17″ O | Wohn-/ Wirtschaftsgebäude | „Brunkhorst’sches Haus“, niedersächsisches Hallenhaus in Fachwerkbauweise, erbaut Anfang 19. Jahrhundert, diente früher als landwirtschaftliches Gebäude mit Wohnhaus und Gaststätte, nach langer Renovierung 2004 als Heimathaus eingeweiht. | 30927407 | BW             |